# Llista de formacions geològiques de Tità
Llista dels accidents geològics del satèl·lit de Saturn Tità. Els noms oficials d'aquests accidents són molt recents, ja que la superfície del satèl·lit ha estat desconeguda fins a l'arribada de la sonda Cassini–Huygens. Alguns d'aquests trets geològics es coneixien amb noms informals, en la següent llista estan escrits amb els noms apropiats.

## Accidents relacionats amb l'albedo
Els accidents relacionats amb l'albedo a Tità reben el nom de llocs sagrats del món de la mitologia i la literatura.

### Accidents relacionats amb albedo brillant
| Accident d'albedo | Coordenades                | Origen del nom                                                          |
| ----------------- | -------------------------- | ----------------------------------------------------------------------- |
| Adirii            | 10° S, 210° O / 10°S,210°O | Adiri, paradís de Melanèsia.                                            |
| Dilmun            | 15° N, 175° O / 15°N,175°O | Dilmun, cel dels Sumeris.                                               |
| Quivira           | 0° N, 15° O / 0°N,15°O     | Quivira, ciutat llegendària d'Ameria del sud.                           |
| Tsegihi           | 40° S, 10° O / 40°S,10°O   | Tsegihi, lloc sagrat del poble Navajo.                                  |
| Xanadu            | 15° S, 100° O / 15°S,100°O | Xanadu, palau imaginari a l'obra de Samuel Taylor Coleridge Kubla Khan. |

### Accidents relacionats amb albedo fosc
| Accident d'albedo | Coordenades                | Origen del nom                                                 | Nom informal            |
| ----------------- | -------------------------- | -------------------------------------------------------------- | ----------------------- |
| Aaru              | 10° N, 340° O / 10°N,340°O | Aaru, paradís egipci.                                          |                         |
| Aztlan            | 10° S, 20° O / 10°S,20°O   | Aztlán, casa mítica dels asteques.                             | Part sud de l'H jaient  |
| Belet             | 5° S, 255° O / 5°S,255°O   | Belet, paradís dels malais.                                    |                         |
| Ching-tu          | 30° S, 205° O / 30°S,205°O | Ching-tu, paradís budista.                                     |                         |
| Fensal            | 5° N, 30° O / 5°N,30°O     | Fensal, mansió celestial de la mitologia noruega               | Part nord de l'H jaient |
| Mezzoramia        | 70° S, 0° O / 70°S,-0°E    | Mezzoramia, llegenda italiana de l'oasi de felicitat d'Àfrica. |                         |
| Senkyo            | 5° S, 320° O / 5°S,320°O   | Senkyo, paradís japonès.                                       |                         |
| Shangri-La        | 10° S, 165° O / 10°S,165°O | Xangri-La, paradís tibetà.                                     |                         |

## Arcūs
Els arcūs (singular arcus) són accidents geològics en forma d'arc de la superfície de Tità, reben el nom de deïtats de la felicitat.
| Accident d'albedo | Coordenades              | Origen del nom     |
| ----------------- | ------------------------ | ------------------ |
| Hotei Arcus       | 28° S, 79° O / 28°S,79°O | Hotei, déu japonès |

## Cràters
Els cràters són cràters d'impacte de la superfície de Tità, reben el nom de deïtats de la saviesa.
| Accident d'albedo | Coordenades                            | Diàmetre (km) | Origen del nom                                  | Nom informal     |
| ----------------- | -------------------------------------- | ------------- | ----------------------------------------------- | ---------------- |
| Afekan            | 25° 48′ N, 200° 18′ O / 25.8°N,200.3°O | 115.0         | Afekan, deessa de la creació de Nova Guinea     |                  |
| Ksa               | 14° 00′ N, 65° 24′ O / 14.0°N,65.4°O   | 29.0          | Ksa, deu de la Nació Lakota i els oglala lakota |                  |
| Menrva            | 20° 06′ N, 87° 12′ O / 20.1°N,87.2°O   | 392.0         | Menrva, deessa de la mitologia etrusca          | 'Circus Maximus' |
| Selk              | 7° 00′ N, 199° 00′ O / 7.0°N,199.0°O   | 80.0          | Selk, deessa dels egipcis                       |                  |
| Sinlap            | 11° 18′ N, 16° 00′ O / 11.3°N,16.0°O   | 80.0          | Sinlap, esperit dels Katxin                     |                  |

## Faculae
Les faculae (en sigular facula) són punts brillants sobre la superfície del satèl·lit, reben el nom d'illes terrestres no políticament independents. Els grups de faculae reben el nom d'arxipèlags de la Terra.
| Facula           | Coordenades                            | Origen del nom                                  | Nom informal    |
| ---------------- | -------------------------------------- | ----------------------------------------------- | --------------- |
| Antilia Faculae  | 11° 00′ S, 187° 00′ O / 11.0°S,187.0°O | Antillia, Arxipèlag mitològic de l'Atlàntic     |                 |
| Bazaruto Facula  | 11° 36′ N, 16° 06′ O / 11.6°N,16.1°O   | Illa de Bazaruto, illa de Moçambic              |                 |
| Coats Facula     | 11° 06′ S, 29° 12′ O / 11.1°S,29.2°O   | Illa de Coats, Canadà                           |                 |
| Crete Facula     | 9° 24′ N, 150° 06′ O / 9.4°N,150.1°O   | Creta, illa de Grècia                           |                 |
| Elba Facula      | 10° 48′ S, 1° 12′ O / 10.8°S,1.2°O     | Elba, illa d'Itàlia                             |                 |
| Kerguelen Facula | 5° 24′ S, 151° 00′ O / 5.4°S,151.0°O   | Illes Kerguelen, illes subantàrtiques franceses |                 |
| Mindanao Facula  | 6° 36′ S, 174° 12′ O / 6.6°S,174.2°O   | Mindanao, illa de les Filipines                 | 'Irlanda'       |
| Nicobar Faculae  | 2° 00′ N, 159° 00′ O / 2.0°N,159.0°O   | Nicobar, arxipèlag de l'Índia                   |                 |
| Oahu Facula      | 5° 00′ N, 166° 42′ O / 5.0°N,166.7°O   | Oahu, illa de Hawaii                            |                 |
| Santorini Facula | 2° 24′ N, 145° 36′ O / 2.4°N,145.6°O   | Santorini, illa de Grècia                       |                 |
| Shikoku Facula   | 10° 24′ S, 164° 06′ O / 10.4°S,164.1°O | Shikoku, illa del Japó                          | 'Gran Bretanya' |
| Sotra Facula     | 12° 30′ S, 39° 48′ O / 12.5°S,39.8°O   | Sotra, illa de Noruega                          | 'La Rosa'       |
| Texel Facula     | 11° 30′ S, 182° 36′ O / 11.5°S,182.6°O | Texel, illa neerlandesa                         | 'Manhattan'     |
| Tortola Facula   | 8° 48′ N, 143° 06′ O / 8.8°N,143.1°O   | Tortola, Illes Verges Britàniques               | 'El cargol'     |
| Vis Facula       | 7° 00′ N, 138° 24′ O / 7.0°N,138.4°O   | Vis, illa de Croàcia                            |                 |

## Fluctūs
Els fluctūs (en singuar fluctus) fa referència a fluxos de terra (esllavissaments). Els Fluctūs reben el nom de figures mitològiques associades a la bellesa.
| Fluctus        | Coordenades                            | Origen del nom                                   |
| -------------- | -------------------------------------- | ------------------------------------------------ |
| Ara Fluctus    | 39° 48′ N, 118° 24′ O / 39.8°N,118.4°O | Ara el bell, figura llegendària d'Armènia        |
| Leilah Fluctus | 50° 30′ N, 77° 48′ O / 50.5°N,77.8°O   | Layla, deessa persa                              |
| Rohe Fluctus   | 47° 18′ N, 37° 45′ O / 47.3°N,37.75°O  | Rohe, deessa de la mitologia Maori               |
| Winia Fluctus  | 49° 00′ N, 46° 00′ O / 49.0°N,46.0°O   | Winia, La primera dona de la mitologia Indonèsia |

## Flumina
Els flumina (en singular flumen) és un tret geològic semblant a un canal excavat a terra per un líquid. Hi ha un grup de flumina a Tità amb nom.
| Flumina          | Coordenades                          | Origen del nom                                                              |
| ---------------- | ------------------------------------ | --------------------------------------------------------------------------- |
| Elivagar Flumina | 19° 18′ N, 78° 30′ O / 19.3°N,78.5°O | Els Élivágar (Ones de gel), un grup de rius glaçats de la mitologia noruega |

## Grans accidents en forma d'anell
Les àmplies estructures anul·lars reben el nom de deïtats de la saviesa del món de la mitologia.
| Accidents en forma d'anell | Coordenades                            | Origen del nom                                   |
| -------------------------- | -------------------------------------- | ------------------------------------------------ |
| Guabonito                  | 10° 54′ S, 150° 48′ O / 10.9°S,150.8°O | Guabonito, deessa del mar dels Taíno             |
| Nath                       | 30° 30′ S, 7° 42′ O / 30.5°S,7.7°O     | deessa de la saviesa en la mitologia irlandesa   |
| Paxsi                      | 5° 00′ N, 341° 12′ O / 5.0°N,341.2°O   | deessa de la lluna i la saviesa del poble Aimara |
| Veles                      | 2° 00′ N, 137° 18′ O / 2.0°N,137.3°O   | déu de la mitologia eslava.                      |

## Insulae
Les insulae (en singular insula) són illes que es troben dins els mars de Tità. Reben el nom d'illes llegendàries.
| Insula       | Coordenades                            | Origen del nom                                     |
| ------------ | -------------------------------------- | -------------------------------------------------- |
| Mayda Insula | 79° 06′ N, 312° 12′ O / 79.1°N,312.2°O | Mayda, Illa llegendària del nord-est de l'Atlàntic |

## Labyrinthi
Els labyrinthi (en singular labyrinthus) reben el nom de planetes de l'obra de ficció l'univers de Dune de l'autor de la novel·la Duna Frank Herbert.
| Labyrinthus       | Coordenades                          | Origen del nom |
| ----------------- | ------------------------------------ | -------------- |
| Sikun Labyrinthus | 77° 54′ S, 28° 54′ O / 77.9°S,28.9°O | Sikun          |

## Lacūs

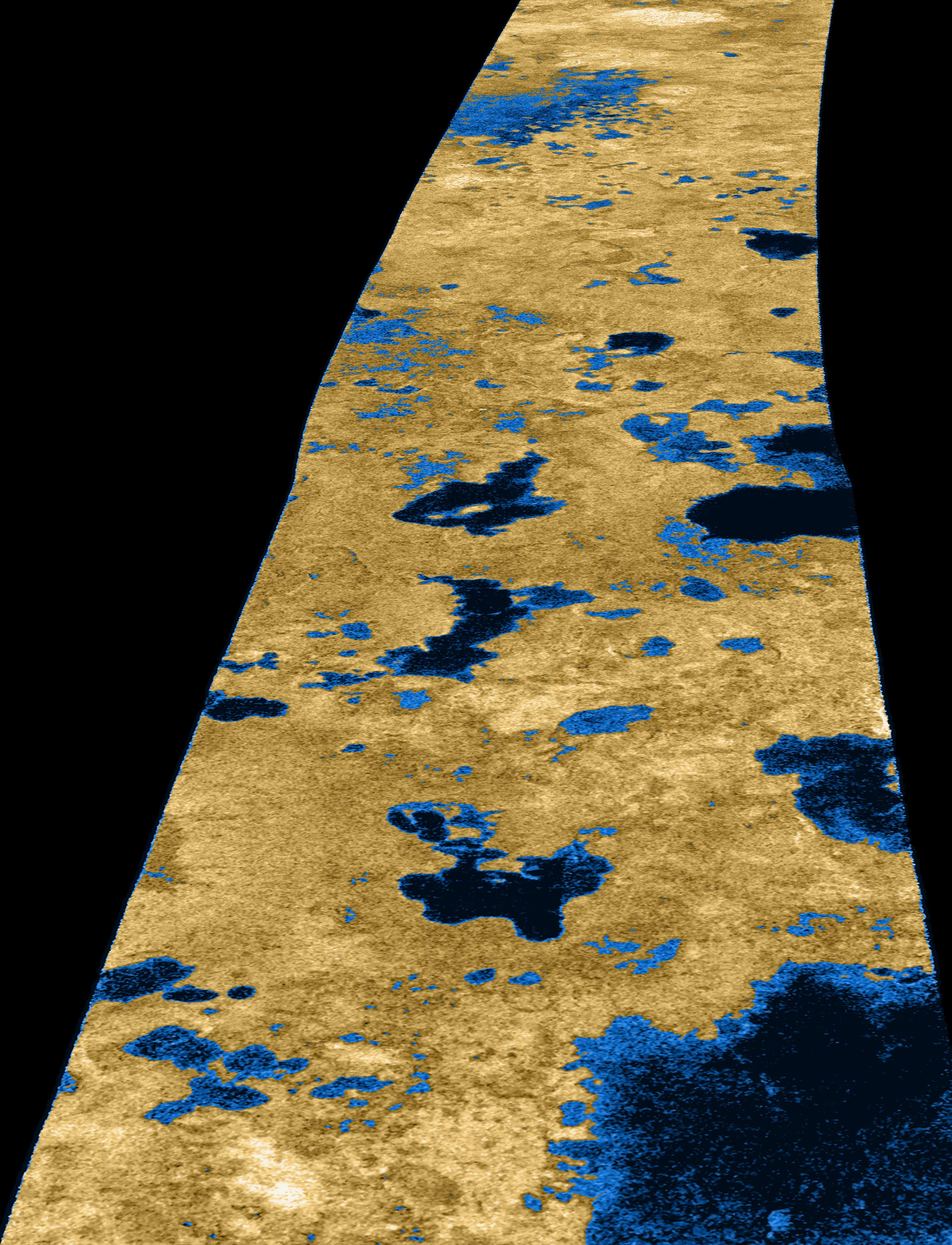
Llacs de metà líquid a Tità des del Bolsena Lacus (a baix a la dreta) fins al Mackay Lacus (a dalt a l'esquerra).

Els lacūs (en singular lacus) són llacs d'hidrocarburs. Reben el seu nom a partir de llacs de la superfície terrestre.
| Lacūs          | Coordenades                              | Origen del nom                                                             |
| -------------- | ---------------------------------------- | -------------------------------------------------------------------------- |
| Abaya Lacus    | 73° 10′ N, 45° 33′ O / 73.17°N,45.55°O   | Llac Abaya, Etiòpia                                                        |
| Albano Lacus   | 65° 54′ N, 236° 24′ O / 65.9°N,236.4°O   | Llac Albano, Itàlia                                                        |
| Atitlán Lacus  | 69° 18′ N, 238° 48′ O / 69.3°N,238.8°O   | Llac Atitlán, Guatemala                                                    |
| Bolsena Lacus  | 75° 45′ N, 10° 17′ O / 75.75°N,10.28°O   | Llac Bolsena, Itàlia                                                       |
| Cardiel Lacus  | 70° 12′ N, 206° 30′ O / 70.2°N,206.5°O   | Llac Cardiel, Argentina                                                    |
| Cayuga Lacus   | 69° 48′ N, 230° 00′ O / 69.8°N,230.0°O   | Llac Cayuga, USA                                                           |
| Feia Lacus     | 73° 42′ N, 64° 25′ O / 73.7°N,64.41°O    | Llac Feia, Brasil                                                          |
| Freeman Lacus  | 73° 36′ N, 211° 06′ O / 73.6°N,211.1°O   | Llac Freeman, USA                                                          |
| Jingpo Lacus   | 73° 00′ N, 336° 00′ O / 73.0°N,336.0°O   | Llac Jingpo, Xina                                                          |
| Junín Lacus    | 66° 54′ N, 236° 54′ O / 66.9°N,236.9°O   | Llac Junín, Perú                                                           |
| Kivu Lacus     | 87° 00′ N, 121° 00′ O / 87.0°N,121.0°O   | Llac Kivu, a la frontera entre Ruanda i la República Democràtica del Congo |
| Koitere Lacus  | 79° 24′ N, 36° 08′ O / 79.4°N,36.14°O    | Koitere, Finlàndia                                                         |
| Lanao Lacus    | 71° 00′ N, 217° 42′ O / 71.0°N,217.7°O   | Llac Lanao, Filipines                                                      |
| Logtak Lacus   | 70° 48′ N, 124° 06′ O / 70.8°N,124.1°O   | Llac Loktak, Índia                                                         |
| Mackay Lacus   | 78° 19′ N, 97° 32′ O / 78.32°N,97.53°O   | Llac Mackay, Austràlia                                                     |
| Mývatn Lacus   | 78° 11′ N, 135° 17′ O / 78.19°N,135.28°O | Mývatn, Islàndia                                                           |
| Neagh Lacus    | 81° 07′ N, 32° 10′ O / 81.11°N,32.16°O   | Lough Neagh, Irlanda del Nord                                              |
| Ohrid Lacus    | 71° 48′ N, 221° 54′ O / 71.8°N,221.9°O   | Llac d'Okhrida, Macedònia del Nord i Albània                               |
| Oneida Lacus   | 76° 08′ N, 131° 50′ O / 76.14°N,131.83°O | Llac Oneida, USA                                                           |
| Ontario Lacus  | 72° 00′ S, 183° 00′ O / 72.0°S,183.0°O   | Llac Ontario, a la frontera entre el Canadà i els Estats Units.            |
| Sevan Lacus    | 69° 42′ N, 125° 36′ O / 69.7°N,125.6°O   | Llac Sevan, Armènia                                                        |
| Sotonera Lacus | 76° 45′ N, 17° 29′ O / 76.75°N,17.49°O   | Llac Sotonera, Espanya                                                     |
| Sparrow Lacus  | 84° 18′ N, 64° 42′ O / 84.3°N,64.7°O     | Llac Sparrow, Canadà                                                       |
| Towada Lacus   | 71° 24′ N, 244° 12′ O / 71.4°N,244.2°O   | Llac Towada, Japó                                                          |
| Uvs Lacus      | 69° 36′ N, 245° 42′ O / 69.6°N,245.7°O   | Uvs Nuur, Mongòlia                                                         |
| Vänern Lacus   | 70° 24′ N, 223° 06′ O / 70.4°N,223.1°O   | Vänern, Suècia                                                             |
| Waikare Lacus  | 81° 36′ N, 126° 00′ O / 81.6°N,126.0°O   | Llac Waikare, Nova Zelanda                                                 |

## Maculae
Les maculae (en singular macula) són llocs foscos de la geografia de Tità, reben noms de deïtats de la felicitat, la pau i l'harmonia.
| Macula          | Coordenades                            | Origen del nom                        |
| --------------- | -------------------------------------- | ------------------------------------- |
| Eir Macula      | 24° 00′ S, 114° 42′ O / 24.0°S,114.7°O | Eir, deessa de la mitologia noruega.  |
| Elpis Macula    | 31° 12′ N, 27° 00′ O / 31.2°N,27.0°O   | Elpis, déu de la mitologia grega.     |
| Ganesa Macula   | 50° 00′ N, 87° 18′ O / 50.0°N,87.3°O   | Ganeixa, déu Hindú.                   |
| Omacatl Macula  | 17° 36′ N, 37° 12′ O / 17.6°N,37.2°O   | Omacatl, déu de la mitologia asteca.  |
| Polaznik Macula | 41° 06′ S, 280° 24′ O / 41.1°S,280.4°O | Polaznik, déu de la mitologia eslava. |
| Polelya Macula  | 50° 00′ N, 56° 00′ O / 50.0°N,56.0°O   | Polelya, déu eslau.                   |

## Maria
Maria (en singular mare) són mars d'hidrocarburs de la superfície de Tità.
| Nom         | Coordenades                            | Diàmetre (km) | Origen del nom                                              |
| ----------- | -------------------------------------- | ------------- | ----------------------------------------------------------- |
| Kraken Mare | 68° 00′ N, 310° 00′ O / 68.0°N,310.0°O | 1.170         | Kraken, Monstre marí nòrdic.                                |
| Ligeia Mare | 79° 00′ N, 248° 00′ O / 79.0°N,248.0°O | 500           | Ligeia, una de les sirenes, monstres de la mitologia grega. |
| Punga Mare  | 85° 06′ N, 339° 42′ O / 85.1°N,339.7°O | 380           | Punga, els ancestre Māori dels taurons i els llangardaixos  |

## Montes
Els montes (en singular mons) són muntanyes de la superfície de Tità. Reben noms de muntanyes de la Terra Mitjana de l'obra de ficció de J.R.R. Tolkien.
| Mons              | Coordinates                            | Named after          |
| ----------------- | -------------------------------------- | -------------------- |
| Angmar Montes     | 10° 00′ S, 221° 00′ O / 10.0°S,221.0°O | Muntanyes dAngmar    |
| Dolmed Montes     | 11° 36′ S, 216° 48′ O / 11.6°S,216.8°O | Munt Dolmed          |
| Doom Mons         | 14° 39′ S, 40° 25′ O / 14.65°S,40.42°O | Munt Doom            |
| Echoriat Montes   | 7° 24′ S, 213° 48′ O / 7.4°S,213.8°O   | Echoriath            |
| Erebor Mons       | 4° 58′ S, 36° 14′ O / 4.97°S,36.23°O   | Mount Erebor         |
| Gram Montes       | 9° 54′ S, 207° 54′ O / 9.9°S,207.9°O   | Munt Gram            |
| Irensaga Montes   | 5° 41′ S, 212° 43′ O / 5.68°S,212.71°O | Irensaga             |
| Merlock Montes    | 8° 54′ S, 211° 48′ O / 8.9°S,211.8°O   | Muntanyes Merlock    |
| Mindolluin Montes | 3° 18′ S, 208° 58′ O / 3.3°S,208.96°O  | Mindolluin           |
| Misty Montes      | 56° 48′ N, 62° 26′ O / 56.8°N,62.44°O  | Muntanyes Boiroses   |
| Mithrim Montes    | 2° 10′ S, 127° 25′ O / 2.16°S,127.42°O | Muntanyes de Mithrim |
| Rerir Montes      | 4° 48′ S, 212° 06′ O / 4.8°S,212.1°O   | Munt Rerir           |
| Taniquetil Montes | 3° 40′ S, 213° 16′ O / 3.67°S,213.26°O | Taniquetil           |

## Planitiae
Les planitiae (en singular planitia) són zones planes a baixa alçada de la superfície del satèl·lit. Reben el nom de planetes de l'obra de ficció Univers Dune de Frank Herbert.
| Planitia         | Coordendes                             | Origen del nom |
| ---------------- | -------------------------------------- | -------------- |
| Arrakis Planitia | 78° 24′ S, 117° 00′ O / 78.4°S,117.0°O | Arrakis        |
| Chusuk Planitia  | 5° 00′ S, 23° 30′ O / 5.0°S,23.5°O     | Chusuk         |

## Regiones
Les regiones (en singular regio) són zones de la superfície de Tità marcadament diferents de les dels seus voltants. Reben el nom de deïtats de la pau i la felicitat.
| Regio       | Coordenades                            | Origen del nom                      |
| ----------- | -------------------------------------- | ----------------------------------- |
| Hotei Regio | 26° 00′ S, 78° 00′ O / 26.0°S,78.0°O   | Budai, déu xinès/japonès.           |
| Tui Regio   | 24° 30′ S, 124° 54′ O / 24.5°S,124.9°O | Tui, deessa de la mitologia xinesa. |

## Virgae
Les virgae (en singular virga) són ratlles de colors. Reben el nom de déus de la pluja de diferents mitologies.
| Virga           | Coordenades                            | Origen del nom                                                       |
| --------------- | -------------------------------------- | -------------------------------------------------------------------- |
| Bacab Virgae    | 19° 00′ S, 151° 00′ O / 19.0°S,151.0°O | Bacab, déu de la pluja maia.                                         |
| Hobal Virga     | 35° 00′ S, 166° 00′ O / 35.0°S,166.0°O | Hobal, déu de la pluja àrab.                                         |
| Kalseru Virga   | 36° 00′ S, 137° 00′ O / 36.0°S,137.0°O | Kalseru, déu de la pluja en la mitologia dels aborígens australians. |
| Perkunas Virgae | 27° 00′ S, 162° 00′ O / 27.0°S,162.0°O | Perkūnas, déu suprem lituà                                           |
| Shiwanni Virgae | 25° 00′ S, 32° 00′ O / 25.0°S,32.0°O   | Shiwanni, déu de la pluja de la zuni                                 |
| Uanui Virgae    | 45° 12′ N, 235° 18′ O / 45.2°N,235.3°O | Uanui, déu de la pluja maori                                         |

## Accidents sense nom formal
Com que es desconeix la natura exacta de molts accidents geològics de la superfície del satèl·lit, la majoria no tenen assignat un nom formal i es coneixen per noms informals. En la majoria dels casos, fan referència a indicacions sobre la lluentor o la foscor d'imatges infraroges utilitzades per observar la superfície a través de la boira de Tità. La sonda Cassini també ha començat a cartografiar porcions del satèl·lit mitjançant el radar. Alguns d'aquests:
- La falç: és una regió extensa i fosca en forma de falç identificada pel telescopi espacial Hubble.
- El gos i la pilota, 'el cap de drac': són zones fosques de la zona equatorial identificades pel Very Large Telescope de l'Observatori Europeu Austral (ESO), i que reben aquest nom a causa de les seva forma.
- El gat Si-Si: és una regió que es mostra fosca a les imatges del radar, se l'anomena pel nom que li posà la filla de l'investigador que digué que semblava un gat.